# رانویر سینگ
رانویر سینگ (به انگلیسی: Ranveer Singh) (زاده ۶ ژوئیه ۱۹۸۵) بازیگر هندی است.
از فیلم‌های معروف او می‌توان به بازی در فیلم باجیراو مستانی، رام لیلا، دل می‌تپد و بی‌خیال اشاره کرد.
وی اولین فیلم خود را با انوشکا شارما بازی کرد.
همچنین وی با بازیگرانی همچون پرینیتی چوپرا، پریانکا چوپرا، آرجون کاپور، وانی کاپور ،آنیل کاپور و سوناکشی سینها همبازی شده‌است.
او در فیلم پادماوات که بر اساس زندگی‌نامه ملکه راجستانی؛ ملکه رانی پادمینی است و دیگر نقشهای آن دیپیکا پادوکونه و شاهد کاپور هستند بازی کرده‌است. سینگ در این فیلم نقش منفی علائدین خلجی را بازی می‌کند و تعریف و تمجیدهای بسیاری برای نقشش دریافت نموده‌است.
او از سال ۲۰۱۳ (فیلم رام لیلا) با بازیگر دیپیکا پادوکونه در رابطه بود.
این زوج از محبوبترین زوج‌های بالیوود هستند. پادوکونه و سینگ در ۱۴ و ۱۵ نوامبر ۲۰۱۸ بعد از ۶ سال دوستی با هم ازدواج کردند، این زوج در تاریخ  ۸ سپتامبر ۲۰۲۴ صاحب یک فرزند دختر به نام دُوآ پادوکن سینگ (Dua padukone singh) شدند. 

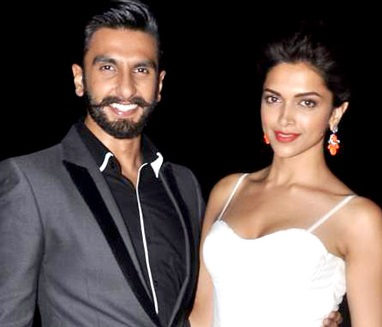
رانویر سینگ در کنار دیپیکا پادوکونه

رانویر سینگ برای بازی در نقش رام در فیلم رام لیلا نامزد جایزهٔ بهترین بازیگر نقش اول مرد جشنوارهٔ فیلم فیر ۲۰۱۴ و برای بازی در نقش پیشوا باجیراو در فیلم باجیراو مستانی برندهٔ جایزهٔ بهترین بازیگر نقش اول مرد جشنوارهٔ فیلم فیر ۲۰۱۶ شد. نقش مقابل وی در هردو فیلم دیپیکا پادوکونه (در کنار پریانکا چوپرا در فیلم باجیراو مستانی) و کارگردان هردو فیلم سانجای لیلا بانسالی است.
وی با فیلم پسر خیابان برنده چندین جایزه بهترین نقش اول مرد از جشنواره‌های معتبر هند شد.

## دوران ابتدایی زندگی و تحصیلات
رانویر سینگ بهاوانی در روز ۶ ژوئیه ۱۹۸۵، در خانواده‌ای سندی در شهر بمبئی، مهاراشترا، هند از مادر و پدری با نام آنجو و جگجیت سینگ بهاوانی زاده شد. پدربزرگ و مادربزرگ او در پی تجزیه هند از شهر کراچی در ایالت سند (پاکستان کنونی) به بمبئی نقل مکان کردند.

## فیلم‌شناسی
| سال تولید | نام فیلم                | نام کاراکتر            | کارگردان                 |
| --------- | ----------------------- | ---------------------- | ------------------------ |
| ۲۰۱۰      | گروه برنامه‌ریز عروسی    | بیتو شارما             | مانیش شرما               |
| ۲۰۱۱      | خانم‌ها علیه ریکی باهل   | ریکی بال               | مانیش شرما               |
| ۲۰۱۳      | فیلم ناطق بمبئی         | خودش                   | کاران جوهر آنوراگ کاشیاپ |
| ۲۰۱۳      | سارق                    | وارون - ناندو          | Vikramaditya Motwane     |
| ۲۰۱۳      | رقص گلوله‌ها: رام و لیلا | رام                    | سانجای لیلا بانسالی      |
| ۲۰۱۴      | ولگرد                   | بیکرام                 | علی عباس ظفر             |
| ۲۰۱۴      | پیداکردن فانی           | گابو                   | هومی آداجانیا            |
| ۲۰۱۴      | دل رو بکش               | دو                     | شاد علی                  |
| ۲۰۱۵      | Hey Bro                 | خودش                   |                          |
| ۲۰۱۵      | بگذار قلب بتپد          | کبیر مهرا              | زویا اختر                |
| ۲۰۱۵      | باجی‌رائو و مستانه       | پیشوا باجیراو          | سانجای لیلا بانسالی      |
| ۲۰۱۶      | بی‌خیال                  | دارام گولاتی           | آدیتیا چوپرا             |
| ۲۰۱۸      | پادماواتی               | علاءالدین خلجی         | سانجای لیلا بانسالی      |
| ۲۰۱۸      | سیمبا                   | سنگرام بالرائو (سیمبا) | روهیت شتی                |
| ۲۰۱۹      | پسر خیابان              | مراد احمد              | زویا اختر                |
| ۲۰۲۰      | تخت                     | محمد داراشکوه          | کاران جوهر               |
| ۲۰۲۰      | سوریاوانشی              |                        |                          |
| ۲۰۲۱      | ۸۳                      | کاپیل دو               | کبیر خان                 |
| ۲۰۲۲      | جایشبهای جوردار         | Jayeshbhai             | دیویانگ تاکار            |
| ۲۰۲۳      | داستان عشق راکی و رانی  | راکی                   |                          |
| ٢٠٢۴      | دوباره سینگهام          | سیمبا                  |                          |